# Camptomyia shibuyai
Camptomyia shibuyai är en tvåvingeart som beskrevs av Junichi Yukawa 1968. Camptomyia shibuyai ingår i släktet Camptomyia och familjen gallmyggor. Inga underarter finns listade i Catalogue of Life.